# فهرست کشورها بر پایه میزان خودکشی

نقشه نرخ خودکشی (استاندارد سنی، به ازای هر ۱۰۰۰۰۰ نفر جمعیت) در جهان تا سال ۲۰۱۹.

در زیر فهرستی از کشورها بر اساس نرخ خودکشی که توسط سازمان بهداشت جهانی (WHO) و سایر منابع منتشر شده، آمده است. در بسیاری از کشورها، میزان خودکشی به دلیل انگ اجتماعی، نگرانی های فرهنگی یا قانونی، کمتر از میزان واقعی آن گزارش شده است.  بنابراین، نمی توان از این ارقام برای مقایسه میزان واقعی خودکشی که در اکثر کشورها ناشناخته می‌باشد، استفاده کرد.
تا سال ۲۰۱۶، نرخ خودکشی جهانی ۱۰٫۵ در هر ۱۰۰٬۰۰۰ نفر  بوده که از ۱۱٫۶ در سال ۲۰۰۸، کاهش یافته است.  در کشورهای مدرن با درآمد بالا، میزان رفتارهای خودکشی در مردان و زنان در مقایسه با سایر نقاط جهان بسیار متفاوت است. اگرچه در گزارش ها، زنان بیشتر مستعد افکار خودکشی هستند ولی نرخ خودکشی در میان مردان بالاتر بوده است.   
یک مطالعه در سال ۲۰۱۹ نشان داد که بین سال‌های ۱۹۹۰ تا ۲۰۱۶، نرخ خودکشی متوسط بر اساس سن جهانی، به میزان یک سوم کاهش یافته است. این نرخ در سال ۲۰۱۶، حدود ۱۶ مرگ در هر ۱۰۰٬۰۰۰ مرد و ۷ مرگ در هر ۱۰۰٬۰۰۰ زن بود. زنان در مقایسه با مردان کاهش بیشتری را در طول دوره مطالعه تجربه کردند.  
مطابق اعلان سازمان بهداشت جهانی، در بیشتر کشورهای جهان، خودکشی به دلایل فرهنگی و مذهبی، امری نکوهیده و محکوم است. در برخی از کشورها اقدام به خودکشی جرم دارای مجازات محسوب می شود. بنابراین خودکشی یک اقدام پنهان و آمیخنه با تابو است و بنابراین ممکن است در آمار رسمی مرگ، به طور ناشناخته، تعمدی یا در دسته بندی نادرست ذکر گردند.
به این ترتیب، نرخ خودکشی ممکن است بیشتر از آمار اندازه‌گیری شده باشد، به طوری که مردان تقریباً در تمام فرهنگ‌ها و پیشینه‌ها، بیشتر از زنان در معرض خطر خودکشی هستند.  به گفته سازمان جهانی بهداشت ، پیشگیری و مداخله از خودکشی موضوع مهمی برای همه مردم است. 
به‌طور معمول سالانه یک نفر به ازای هر ۵ تا ۱۵ هزار نفر خودکشی می‌کند.

## کشورها و مناطق بر اساس میزان خودکشی
| کشور                   | ۲۰۱۹ | ۲۰۱۹ | ۲۰۱۹  | ۲۰۱۹   | ۲۰۰۰ | % تغییر |
| کشور                   | همه  | زن   | مرد   | مرد/زن | ۲۰۰۰ | % تغییر |
| ---------------------- | ---- | ---- | ----- | ------ | ---- | ------- |
| World                  | ۹٫۰  | ۵٫۴  | ۱۲٫۶  | ۲٫۳    | ۱۴٫۰ | -۰٫۳۶   |
| لسوتو                  | ۸۷٫۵ | ۳۴٫۶ | ۱۴۶٫۹ | ۴٫۳    | ۴۲٫۶ | ۱٫۰۵    |
| گویان                  | ۴۰٫۹ | ۱۷٫۰ | ۶۵٫۰  | ۳٫۸    | ۳۵٫۸ | ۰٫۱۴    |
| اسواتینی               | ۴۰٫۵ | ۶٫۴  | ۷۸٫۷  | ۱۲٫۳   | ۴۰٫۶ | ۰٫۰۰    |
| کیریباتی               | ۳۰٫۶ | ۹٫۵  | ۵۳٫۶  | ۵٫۷    | ۳۵٫۶ | -۰٫۱۴   |
| میکرونزی               | ۲۹٫۰ | ۱۳٫۲ | ۴۴٫۳  | ۳٫۴    | ۲۸٫۰ | ۰٫۰۴    |
| سورینام                | ۲۵٫۹ | ۱۱٫۸ | ۴۱٫۳  | ۳٫۵    | ۲۵٫۰ | ۰٫۰۴    |
| زیمبابوه               | ۲۳٫۶ | ۱۳٫۵ | ۳۷٫۸  | ۲٫۸    | ۲۰٫۰ | ۰٫۱۸    |
| آفریقای جنوبی          | ۲۳٫۵ | ۹٫۸  | ۳۷٫۹  | ۳٫۹    | ۲۶٫۶ | -۰٫۱۲   |
| موزامبیک               | ۲۳٫۲ | ۸٫۹  | ۴۲٫۶  | ۴٫۸    | ۲۰٫۹ | ۰٫۱۱    |
| آفریقای مرکزی          | ۲۳٫۰ | ۹٫۳  | ۳۹٫۶  | ۴٫۳    | ۳۲٫۵ | -۰٫۲۹   |
| روسیه                  | ۲۱٫۶ | ۷٫۲  | ۳۸٫۲  | ۵٫۳    | ۴۸٫۹ | -۰٫۵۶   |
| کرهٔ جنوبی              | ۲۱٫۲ | ۱۳٫۴ | ۲۹٫۹  | ۲٫۲    | ۱۳٫۹ | ۰٫۵۲    |
| وانواتو                | ۲۱٫۰ | ۹٫۰  | ۳۳٫۱  | ۳٫۷    | ۲۳٫۲ | -۰٫۱۰   |
| بوتسوانا               | ۲۰٫۲ | ۷٫۸  | ۳۵٫۵  | ۴٫۶    | ۴۶٫۳ | -۰٫۵۶   |
| لیتوانی                | ۲۰٫۲ | ۶٫۲  | ۳۶٫۱  | ۵٫۸    | ۴۵٫۸ | -۰٫۵۶   |
| اروگوئه                | ۱۸٫۸ | ۷٫۷  | ۳۱٫۱  | ۴٫۱    | ۱۴٫۵ | ۰٫۳۰    |
| قزاقستان               | ۱۸٫۱ | ۶٫۹  | ۳۰٫۹  | ۴٫۵    | ۳۹٫۴ | -۰٫۵۴   |
| مغولستان               | ۱۸٫۰ | ۵٫۶  | ۳۱٫۱  | ۵٫۵    | ۲۳٫۶ | -۰٫۲۴   |
| اوکراین                | ۱۷٫۷ | ۴٫۷  | ۳۲٫۷  | ۷٫۰    | ۳۳٫۵ | -۰٫۴۷   |
| جزایر سلیمان           | ۱۷٫۴ | ۲٫۴  | ۳۲٫۲  | ۱۳٫۴   | ۱۷٫۴ | ۰٫۰۰    |
| اریتره                 | ۱۷٫۳ | ۸٫۳  | ۲۷٫۲  | ۳٫۳    | ۲۳٫۴ | -۰٫۲۶   |
| بلاروس                 | ۱۶٫۵ | ۵٫۳  | ۳۰٫۱  | ۵٫۷    | ۳۷٫۳ | -۰٫۵۶   |
| مونته‌نگرو              | ۱۶٫۲ | ۷٫۹  | ۲۵٫۴  | ۳٫۲    | ۱۸٫۹ | -۰٫۱۴   |
| لتونی                  | ۱۶٫۱ | ۴٫۶  | ۲۹٫۰  | ۶٫۴    | ۲۹٫۶ | -۰٫۴۶   |
| کامرون                 | ۱۵٫۹ | ۷٫۶  | ۲۵٫۲  | ۳٫۳    | ۱۹٫۱ | -۰٫۱۷   |
| ساحل عاج               | ۱۵٫۷ | ۵٫۰  | ۲۵٫۷  | ۵٫۱    | ۲۴٫۰ | -۰٫۳۵   |
| کیپ ورد                | ۱۵٫۲ | ۵٫۱  | ۲۷٫۴  | ۵٫۴    | ۱۸٫۲ | -۰٫۱۶   |
| توگو                   | ۱۴٫۸ | ۶٫۵  | ۲۴٫۰  | ۳٫۷    | ۱۷٫۳ | -۰٫۱۴   |
| سومالی                 | ۱۴٫۷ | ۷٫۱  | ۲۲٫۸  | ۳٫۲    | ۱۶٫۸ | -۰٫۱۳   |
| ساموآ                  | ۱۴٫۶ | ۷٫۸  | ۲۰٫۹  | ۲٫۷    | ۱۶٫۳ | -۰٫۱۰   |
| ایالات متحده آمریکا    | ۱۴٫۵ | ۶٫۸  | ۲۲٫۴  | ۳٫۳    | ۱۰٫۰ | ۰٫۴۵    |
| زامبیا                 | ۱۴٫۴ | ۵٫۳  | ۲۵٫۷  | ۴٫۹    | ۲۴٫۰ | -۰٫۴۰   |
| بورکینافاسو            | ۱۴٫۴ | ۶٫۵  | ۲۴٫۵  | ۳٫۸    | ۱۶٫۹ | -۰٫۱۵   |
| اسلوونی                | ۱۴٫۰ | ۵٫۵  | ۲۲٫۷  | ۴٫۱    | ۲۵٫۶ | -۰٫۴۶   |
| بلژیک                  | ۱۳٫۹ | ۸٫۴  | ۱۹٫۶  | ۲٫۳    | ۱۸٫۳ | -۰٫۲۴   |
| نامیبیا                | ۱۳٫۵ | ۴٫۴  | ۲۴٫۹  | ۵٫۷    | ۲۷٫۵ | -۰٫۵۱   |
| گینه استوایی           | ۱۳٫۵ | ۸٫۸  | ۱۸٫۵  | ۲٫۱    | ۱۹٫۴ | -۰٫۳۰   |
| فنلاند                 | ۱۳٫۴ | ۶٫۸  | ۲۰٫۱  | ۳٫۰    | ۲۱٫۷ | -۰٫۳۸   |
| چاد                    | ۱۳٫۲ | ۶٫۹  | ۲۰٫۲  | ۲٫۹    | ۱۵٫۷ | -۰٫۱۶   |
| گابن                   | ۱۳٫۱ | ۳٫۸  | ۲۳٫۳  | ۶٫۱    | ۱۹٫۴ | -۰٫۳۲   |
| هند                    | ۱۲٫۹ | ۱۱٫۱ | ۱۴٫۷  | ۱٫۳    | ۱۹٫۱ | -۰٫۳۲   |
| سری‌لانکا               | ۱۲٫۹ | ۶٫۱  | ۲۰٫۹  | ۳٫۴    | ۲۷٫۴ | -۰٫۵۳   |
| بنین                   | ۱۲٫۷ | ۶٫۱  | ۲۰٫۳  | ۳٫۳    | ۱۴٫۷ | -۰٫۱۴   |
| آنگولا                 | ۱۲٫۶ | ۴٫۷  | ۲۱٫۷  | ۴٫۶    | ۱۷٫۶ | -۰٫۲۸   |
| کنگو                   | ۱۲٫۴ | ۵٫۰  | ۲۰٫۷  | ۴٫۱    | ۱۴٫۵ | -۰٫۱۴   |
| گینه بیسائو            | ۱۲٫۴ | ۶٫۷  | ۱۹٫۸  | ۳٫۰    | ۱۷٫۵ | -۰٫۲۹   |
| سوئد                   | ۱۲٫۴ | ۷٫۷  | ۱۶٫۹  | ۲٫۲    | ۱۲٫۲ | ۰٫۰۱    |
| گینه                   | ۱۲٫۳ | ۸٫۰  | ۱۸٫۴  | ۲٫۳    | ۹٫۷  | ۰٫۲۷    |
| ژاپن                   | ۱۲٫۲ | ۶٫۹  | ۱۷٫۵  | ۲٫۵    | ۱۸٫۱ | -۰٫۳۲   |
| مولدووا                | ۱۲٫۲ | ۳٫۳  | ۲۲٫۱  | ۶٫۷    | ۱۶٫۳ | -۰٫۲۵   |
| بوروندی                | ۱۲٫۱ | ۶٫۴  | ۱۸٫۹  | ۳٫۰    | ۲۳٫۴ | -۰٫۴۸   |
| استونی                 | ۱۲٫۰ | ۴٫۵  | ۲۰٫۲  | ۴٫۵    | ۲۵٫۰ | -۰٫۵۲   |
| جیبوتی                 | ۱۱٫۹ | ۷٫۶  | ۱۶٫۳  | ۲٫۲    | ۱۲٫۱ | -۰٫۰۱   |
| مجارستان               | ۱۱٫۸ | ۵٫۵  | ۱۹٫۱  | ۳٫۵    | ۲۶٫۶ | -۰٫۵۶   |
| کنگو                   | ۱۱٫۶ | ۶٫۱  | ۱۸٫۳  | ۳٫۰    | ۲۴٫۷ | -۰٫۵۳   |
| سیرالئون               | ۱۱٫۳ | ۸٫۲  | ۱۴٫۸  | ۱٫۸    | ۱۰٫۱ | ۰٫۱۱    |
| استرالیا               | ۱۱٫۳ | ۵٫۶  | ۱۷٫۰  | ۳٫۰    | ۱۱٫۸ | -۰٫۰۵   |
| هائیتی                 | ۱۱٫۲ | ۸٫۰  | ۱۴٫۹  | ۱٫۹    | ۱۲٫۷ | -۰٫۱۲   |
| ایسلند                 | ۱۱٫۲ | ۳٫۵  | ۱۸٫۷  | ۵٫۴    | ۱۲٫۷ | -۰٫۱۲   |
| کنیا                   | ۱۱٫۰ | ۵٫۳  | ۱۸٫۱  | ۳٫۴    | ۱۵٫۸ | -۰٫۳۰   |
| کرواسی                 | ۱۱٫۰ | ۵٫۱  | ۱۷٫۷  | ۳٫۵    | ۱۶٫۳ | -۰٫۳۲   |
| سنگال                  | ۱۱٫۰ | ۵٫۲  | ۱۸٫۵  | ۳٫۶    | ۱۴٫۴ | -۰٫۲۴   |
| مالاوی                 | ۱۰٫۶ | ۳٫۳  | ۲۰٫۰  | ۶٫۱    | ۱۹٫۲ | -۰٫۴۵   |
| غنا                    | ۱۰٫۵ | ۱٫۸  | ۲۰٫۰  | ۱۱٫۲   | ۹٫۸  | ۰٫۰۸    |
| اوگاندا                | ۱۰٫۴ | ۳٫۷  | ۱۹٫۴  | ۵٫۲    | ۲۱٫۷ | -۰٫۵۲   |
| اتریش                  | ۱۰٫۴ | ۴٫۶  | ۱۶٫۶  | ۳٫۶    | ۱۵٫۸ | -۰٫۳۴   |
| کانادا                 | ۱۰٫۳ | ۵٫۴  | ۱۵٫۳  | ۲٫۹    | ۱۰٫۷ | -۰٫۰۳   |
| نیوزیلند               | ۱۰٫۳ | ۵٫۴  | ۱۵٫۴  | ۲٫۹    | ۱۲٫۴ | -۰٫۱۷   |
| کوبا                   | ۱۰٫۲ | ۴٫۱  | ۱۶٫۷  | ۴٫۱    | ۱۵٫۶ | -۰٫۳۵   |
| نیجر                   | ۱۰٫۱ | ۶٫۴  | ۱۴٫۱  | ۲٫۲    | ۹٫۵  | ۰٫۰۷    |
| نروژ                   | ۹٫۹  | ۶٫۳  | ۱۳٫۴  | ۲٫۱    | ۱۳٫۰ | -۰٫۲۴   |
| سوئیس                  | ۹٫۸  | ۵٫۷  | ۱۴٫۲  | ۲٫۵    | ۱۵٫۹ | -۰٫۳۸   |
| نپال                   | ۹٫۸  | ۲٫۹  | ۱۸٫۶  | ۶٫۳    | ۱۰٫۹ | -۰٫۱۰   |
| پاکستان                | ۹٫۸  | ۴٫۸  | ۱۴٫۶  | ۳٫۱    | ۱۱٫۱ | -۰٫۱۲   |
| فرانسه                 | ۹٫۷  | ۴٫۵  | ۱۵٫۲  | ۳٫۳    | ۱۵٫۸ | -۰٫۳۹   |
| سنگاپور                | ۹٫۷  | ۶٫۴  | ۱۲٫۷  | ۲٫۰    | ۱۱٫۴ | -۰٫۱۶   |
| گامبیا                 | ۹٫۶  | ۶٫۲  | ۱۳٫۳  | ۲٫۱    | ۱۱٫۱ | -۰٫۱۳   |
| فیجی                   | ۹٫۵  | ۶٫۰  | ۱۳٫۱  | ۲٫۲    | ۱۱٫۷ | -۰٫۱۹   |
| چک                     | ۹٫۵  | ۳٫۸  | ۱۵٫۴  | ۴٫۱    | ۱۳٫۴ | -۰٫۲۹   |
| اتیوپی                 | ۹٫۵  | ۵٫۲  | ۱۴٫۲  | ۲٫۷    | ۱۸٫۴ | -۰٫۴۹   |
| رواندا                 | ۹٫۵  | ۵٫۰  | ۱۴٫۸  | ۲٫۹    | ۲۵٫۶ | -۰٫۶۳   |
| اسلواکی                | ۹٫۳  | ۲٫۶  | ۱۶٫۷  | ۶٫۵    | ۱۲٫۶ | -۰٫۲۶   |
| لهستان                 | ۹٫۳  | ۲٫۴  | ۱۶٫۵  | ۶٫۸    | ۱۵٫۳ | -۰٫۳۹   |
| هلند                   | ۹٫۳  | ۶٫۱  | ۱۲٫۵  | ۲٫۱    | ۸٫۱  | ۰٫۱۵    |
| ماداگاسکار             | ۹٫۲  | ۵٫۴  | ۱۳٫۳  | ۲٫۵    | ۱۰٫۸ | -۰٫۱۵   |
| ایرلند                 | ۸٫۹  | ۳٫۶  | ۱۴٫۳  | ۴٫۰    | ۱۲٫۱ | -۰٫۲۶   |
| برزیل                  | ۶٫۴  | ۲٫۸  | ۱۰٫۳  | ۳٫۶    | ۴٫۵  | ۰٫۴۲    |
| موریس                  | ۸٫۸  | ۲٫۵  | ۱۵٫۰  | ۵٫۹    | ۱۱٫۵ | -۰٫۲۴   |
| لوکزامبورگ             | ۸٫۶  | ۵٫۴  | ۱۱٫۸  | ۲٫۲    | ۱۳٫۴ | -۰٫۳۶   |
| کومور                  | ۸٫۵  | ۵٫۸  | ۱۱٫۳  | ۲٫۰    | ۱۰٫۹ | -۰٫۲۲   |
| قرقیزستان              | ۸٫۳  | ۳٫۵  | ۱۳٫۵  | ۳٫۸    | ۱۷٫۶ | -۰٫۵۳   |
| ترینیداد و توباگو      | ۸٫۳  | ۳٫۷  | ۱۳٫۱  | ۳٫۶    | ۱۶٫۲ | -۰٫۴۹   |
| ازبکستان               | ۸٫۳  | ۴٫۹  | ۱۱٫۸  | ۲٫۴    | ۱۲٫۰ | -۰٫۳۱   |
| آلمان                  | ۸٫۳  | ۳٫۹  | ۱۲٫۸  | ۳٫۳    | ۱۱٫۲ | -۰٫۲۶   |
| بوسنی و هرزگوین        | ۸٫۳  | ۳٫۴  | ۱۳٫۵  | ۴٫۰    | ۸٫۱  | ۰٫۰۱    |
| کرهٔ شمالی              | ۸٫۲  | ۶٫۳  | ۱۰٫۶  | ۱٫۷    | ۱۰٫۳ | -۰٫۲۰   |
| تانزانیا               | ۸٫۲  | ۳٫۷  | ۱۳٫۵  | ۳٫۶    | ۱۵٫۶ | -۰٫۴۸   |
| آرژانتین               | ۸٫۱  | ۳٫۳  | ۱۳٫۵  | ۴٫۱    | ۹٫۲  | -۰٫۱۲   |
| شیلی                   | ۸٫۰  | ۳٫۰  | ۱۳٫۴  | ۴٫۵    | ۱۰٫۵ | -۰٫۲۴   |
| مالی                   | ۸٫۰  | ۵٫۷  | ۱۰٫۵  | ۱٫۸    | ۸٫۸  | -۰٫۰۹   |
| تایلند                 | ۸٫۰  | ۲٫۳  | ۱۳٫۹  | ۶٫۰    | ۱۱٫۶ | -۰٫۳۱   |
| صربستان                | ۷٫۹  | ۳٫۹  | ۱۲٫۲  | ۳٫۱    | ۱۸٫۹ | -۰٫۵۸   |
| سیشل                   | ۷٫۷  | ۱٫۳  | ۱۴٫۰  | ۱۰٫۵   | ۹٫۸  | -۰٫۲۱   |
| اکوادور                | ۷٫۷  | ۳٫۶  | ۱۱٫۹  | ۳٫۳    | ۶٫۸  | ۰٫۱۲    |
| بلیز                   | ۷٫۷  | ۱٫۸  | ۱۳٫۶  | ۷٫۵    | ۱۰٫۰ | -۰٫۲۴   |
| گرجستان                | ۷٫۷  | ۲٫۲  | ۱۴٫۰  | ۶٫۴    | ۶٫۶  | ۰٫۱۶    |
| دانمارک                | ۷٫۶  | ۴٫۲  | ۱۱٫۱  | ۲٫۶    | ۱۲٫۵ | -۰٫۳۹   |
| کاستاریکا              | ۷٫۶  | ۱٫۹  | ۱۳٫۳  | ۶٫۹    | ۶٫۹  | ۰٫۱۱    |
| لیبریا                 | ۷٫۴  | ۵٫۵  | ۹٫۴   | ۱٫۷    | ۸٫۸  | -۰٫۱۶   |
| رومانی                 | ۷٫۳  | ۲٫۴  | ۱۲٫۶  | ۵٫۳    | ۱۱٫۳ | -۰٫۳۵   |
| مراکش                  | ۷٫۳  | ۴٫۷  | ۱۰٫۱  | ۲٫۱    | ۱۰٫۸ | -۰٫۳۳   |
| پرتغال                 | ۷٫۲  | ۳٫۵  | ۱۱٫۶  | ۳٫۴    | ۵٫۵  | ۰٫۳۲    |
| ویتنام                 | ۷٫۲  | ۴٫۲  | ۱۰٫۶  | ۲٫۵    | ۷٫۲  | ۰٫۰۱    |
| بحرین                  | ۷٫۲  | ۲٫۳  | ۹٫۹   | ۴٫۳    | ۷٫۰  | ۰٫۰۲    |
| مقدونیه شمالی          | ۷٫۲  | ۳٫۵  | ۱۱٫۰  | ۳٫۱    | ۸٫۷  | -۰٫۱۷   |
| یمن                    | ۷٫۱  | ۵٫۳  | ۹٫۰   | ۱٫۷    | ۸٫۵  | -۰٫۱۷   |
| بریتانیا               | ۶٫۹  | ۳٫۴  | ۱۰٫۴  | ۳٫۱    | ۷٫۷  | -۰٫۱۱   |
| نیجریه                 | ۶٫۹  | ۳٫۸  | ۱۰٫۱  | ۲٫۷    | ۹٫۲  | -۰٫۲۵   |
| سنت لوسیا              | ۶٫۹  | ۱٫۵  | ۱۲٫۵  | ۸٫۵    | ۸٫۱  | -۰٫۱۵   |
| بولیوی                 | ۶٫۸  | ۴٫۲  | ۹٫۶   | ۲٫۳    | ۸٫۴  | -۰٫۱۹   |
| سودان جنوبی            | ۶٫۷  | ۳٫۴  | ۱۰٫۴  | ۳٫۱    | ۷٫۹  | -۰٫۱۵   |
| چین                    | ۶٫۷  | ۴٫۸  | ۸٫۶   | ۱٫۸    | ۱۴٫۹ | -۰٫۵۵   |
| بلغارستان              | ۶٫۵  | ۲٫۹  | ۱۰٫۶  | ۳٫۷    | ۱۴٫۰ | -۰٫۵۴   |
| گواتمالا               | ۶٫۲  | ۲٫۵  | ۱۰٫۳  | ۴٫۱    | ۱۳٫۵ | -۰٫۵۴   |
| پاراگوئه               | ۶٫۲  | ۳٫۳  | ۹٫۰   | ۲٫۸    | ۳٫۶  | ۰٫۶۹    |
| السالوادور             | ۶٫۱  | ۲٫۱  | ۱۱٫۱  | ۵٫۴    | ۶٫۷  | -۰٫۰۹   |
| ترکمنستان              | ۶٫۱  | ۲٫۹  | ۹٫۴   | ۳٫۲    | ۱۳٫۸ | -۰٫۵۶   |
| لائوس                  | ۶٫۰  | ۳٫۵  | ۸٫۶   | ۲٫۵    | ۸٫۷  | -۰٫۳۱   |
| افغانستان              | ۶٫۰  | ۵٫۷  | ۶٫۲   | ۱٫۱    | ۷٫۷  | -۰٫۲۳   |
| مالزی                  | ۵٫۸  | ۲٫۴  | ۹٫۰   | ۳٫۸    | ۶٫۱  | -۰٫۰۵   |
| کامبوج                 | ۵٫۵  | ۳٫۱  | ۸٫۴   | ۲٫۸    | ۶٫۸  | -۰٫۲۰   |
| موریتانی               | ۵٫۵  | ۳٫۹  | ۷٫۴   | ۱٫۹    | ۶٫۴  | -۰٫۱۴   |
| عربستان سعودی          | ۵٫۴  | ۱٫۹  | ۷٫۸   | ۴٫۱    | ۳٫۸  | ۰٫۴۱    |
| مالت                   | ۵٫۳  | ۲٫۳  | ۸٫۴   | ۳٫۷    | ۶٫۰  | -۰٫۱۱   |
| تاجیکستان              | ۵٫۳  | ۳٫۴  | ۷٫۴   | ۲٫۲    | ۵٫۱  | ۰٫۰۵    |
| مکزیک                  | ۵٫۴  | ۲٫۲  | ۸٫۷   | ۴٫۰    | ۳٫۹  | ۰٫۳۷    |
| اسپانیا                | ۵٫۳  | ۲٫۸  | ۷٫۹   | ۲٫۸    | ۶٫۶  | -۰٫۲۰   |
| امارات متحدهٔ عربی      | ۵٫۲  | ۲٫۶  | ۶٫۳   | ۲٫۴    | ۸٫۰  | -۰٫۳۵   |
| اسرائیل                | ۵٫۲  | ۲٫۱  | ۸٫۳   | ۳٫۹    | ۶٫۸  | -۰٫۲۴   |
| ایران                  | ۵٫۱  | ۲٫۸  | ۷٫۵   | ۲٫۷    | ۸٫۰  | -۰٫۳۶   |
| دومینیکن               | ۵٫۱  | ۱٫۹  | ۸٫۵   | ۴٫۶    | ۴٫۹  | ۰٫۰۴    |
| بوتان                  | ۵٫۱  | ۳٫۱  | ۶٫۸   | ۲٫۲    | ۶٫۹  | -۰٫۲۷   |
| سودان                  | ۴٫۸  | ۳٫۳  | ۶٫۳   | ۱٫۹    | ۵٫۶  | -۰٫۱۴   |
| عراق                   | ۴٫۷  | ۲٫۴  | ۷٫۳   | ۳٫۰    | ۵٫۳  | -۰٫۱۰   |
| نیکاراگوئه             | ۴٫۷  | ۱٫۹  | ۷٫۸   | ۴٫۱    | ۶٫۳  | -۰٫۲۶   |
| قطر                    | ۴٫۷  | ۱٫۷  | ۵٫۷   | ۳٫۴    | ۷٫۶  | -۰٫۳۹   |
| تیمور شرقی             | ۴٫۵  | ۲٫۴  | ۶٫۷   | ۲٫۸    | ۴٫۹  | -۰٫۰۷   |
| لیبی                   | ۴٫۵  | ۲٫۹  | ۶٫۱   | ۲٫۱    | ۵٫۳  | -۰٫۱۵   |
| عمان                   | ۴٫۵  | ۱٫۱  | ۶٫۴   | ۵٫۷    | ۶٫۷  | -۰٫۳۳   |
| تونگا                  | ۴٫۴  | ۲٫۹  | ۵٫۹   | ۲٫۰    | ۵٫۱  | -۰٫۱۵   |
| ایتالیا                | ۴٫۳  | ۲٫۱  | ۶٫۷   | ۳٫۲    | ۵٫۵  | -۰٫۲۲   |
| آذربایجان              | ۴٫۰  | ۱٫۵  | ۶٫۶   | ۴٫۵    | ۳٫۴  | ۰٫۱۶    |
| بنگلادش                | ۳٫۹  | ۱٫۷  | ۶٫۰   | ۳٫۶    | ۶٫۹  | -۰٫۴۴   |
| کلمبیا                 | ۳٫۷  | ۱٫۷  | ۶٫۰   | ۳٫۵    | ۵٫۳  | -۰٫۲۹   |
| آلبانی                 | ۳٫۷  | ۲٫۲  | ۵٫۳   | ۲٫۴    | ۵٫۲  | -۰٫۲۹   |
| یونان                  | ۳٫۶  | ۱٫۵  | ۵٫۹   | ۴٫۱    | ۲٫۹  | ۰٫۲۷    |
| پاپوآ گینهٔ نو          | ۳٫۶  | ۱٫۹  | ۵٫۲   | ۲٫۷    | ۲٫۸  | ۰٫۲۶    |
| مصر                    | ۳٫۴  | ۲٫۲  | ۴٫۷   | ۲٫۱    | ۳٫۶  | -۰٫۰۶   |
| باهاما                 | ۳٫۴  | ۱٫۲  | ۵٫۸   | ۴٫۷    | ۲٫۵  | ۰٫۳۳    |
| قبرس                   | ۳٫۲  | ۱٫۱  | ۵٫۳   | ۵٫۰    | ۱٫۹  | ۰٫۶۶    |
| تونس                   | ۳٫۲  | ۱٫۸  | ۴٫۶   | ۲٫۵    | ۳٫۹  | -۰٫۱۸   |
| میانمار                | ۳٫۰  | ۱٫۱  | ۵٫۱   | ۴٫۷    | ۵٫۱  | -۰٫۴۲   |
| پاناما                 | ۲٫۹  | ۱٫۰  | ۴٫۸   | ۴٫۹    | ۵٫۹  | -۰٫۵۲   |
| لبنان                  | ۲٫۸  | ۱٫۷  | ۳٫۹   | ۲٫۳    | ۳٫۰  | -۰٫۰۸   |
| مالدیو                 | ۲٫۸  | ۰٫۹  | ۴٫۱   | ۴٫۸    | ۵٫۳  | -۰٫۴۸   |
| پرو                    | ۲٫۷  | ۱٫۴  | ۴٫۱   | ۳٫۰    | ۳٫۴  | -۰٫۲۰   |
| ارمنستان               | ۲٫۷  | ۱٫۰  | ۴٫۹   | ۴٫۸    | ۳٫۳  | -۰٫۱۹   |
| کویت                   | ۲٫۷  | ۰٫۷  | ۳٫۸   | ۵٫۲    | ۳٫۱  | -۰٫۱۴   |
| الجزایر                | ۲٫۶  | ۱٫۹  | ۳٫۳   | ۱٫۷    | ۴٫۷  | -۰٫۴۴   |
| هندوراس                | ۲٫۶  | ۱٫۰  | ۴٫۴   | ۴٫۵    | ۳٫۰  | -۰٫۱۴   |
| اندونزی                | ۲٫۶  | ۱٫۲  | ۴٫۰   | ۳٫۵    | ۳٫۸  | -۰٫۳۳   |
| برونئی                 | ۲٫۵  | ۰٫۸  | ۴٫۲   | ۵٫۴    | ۱٫۷  | ۰٫۴۸    |
| فیلیپین                | ۲٫۵  | ۱٫۳  | ۳٫۹   | ۲٫۹    | ۲٫۳  | ۰٫۱۲    |
| ترکیه                  | ۲٫۳  | ۱٫۲  | ۳٫۶   | ۳٫۰    | ۴٫۲  | -۰٫۴۴   |
| جامائیکا               | ۲٫۳  | ۱٫۰  | ۳٫۶   | ۳٫۶    | ۲٫۱  | ۰٫۱۱    |
| سائوتومه و پرنسیپ      | ۲٫۲  | ۱٫۲  | ۳٫۳   | ۲٫۹    | ۲٫۲  | -۰٫۰۲   |
| سوریه                  | ۲٫۱  | ۰٫۸  | ۳٫۵   | ۴٫۷    | ۲٫۰  | ۰٫۰۵    |
| ونزوئلا                | ۲٫۱  | ۰٫۷  | ۳٫۷   | ۵٫۳    | ۶٫۴  | -۰٫۶۷   |
| اردن                   | ۲٫۰  | ۰٫۹  | ۳٫۰   | ۳٫۳    | ۳٫۵  | -۰٫۴۳   |
| سنت وینسنت و گرنادین‌ها | ۱٫۰  | ۰٫۷  | ۱٫۳   | ۲٫۰    | ۶٫۵  | -۰٫۸۴   |
| گرنادا                 | ۰٫۶  | ۰٫۷  | ۰٫۵   | ۰٫۷    | ۲٫۱  | -۰٫۷۰   |
| آنتیگوآ و باربودا      | ۰٫۳  | ۰٫۶  | ۰٫۰   | ۰٫۰    | ۲٫۰  | -۰٫۸۴   |
| باربادوس               | ۰٫۳  | ۰٫۲  | ۰٫۵   | ۳٫۱    | ۲٫۶  | -۰٫۸۸   |

## رده بندی بر اساس سایر منابع و سالهای دیگر (۱۹۸۵–۲۰۱۹)

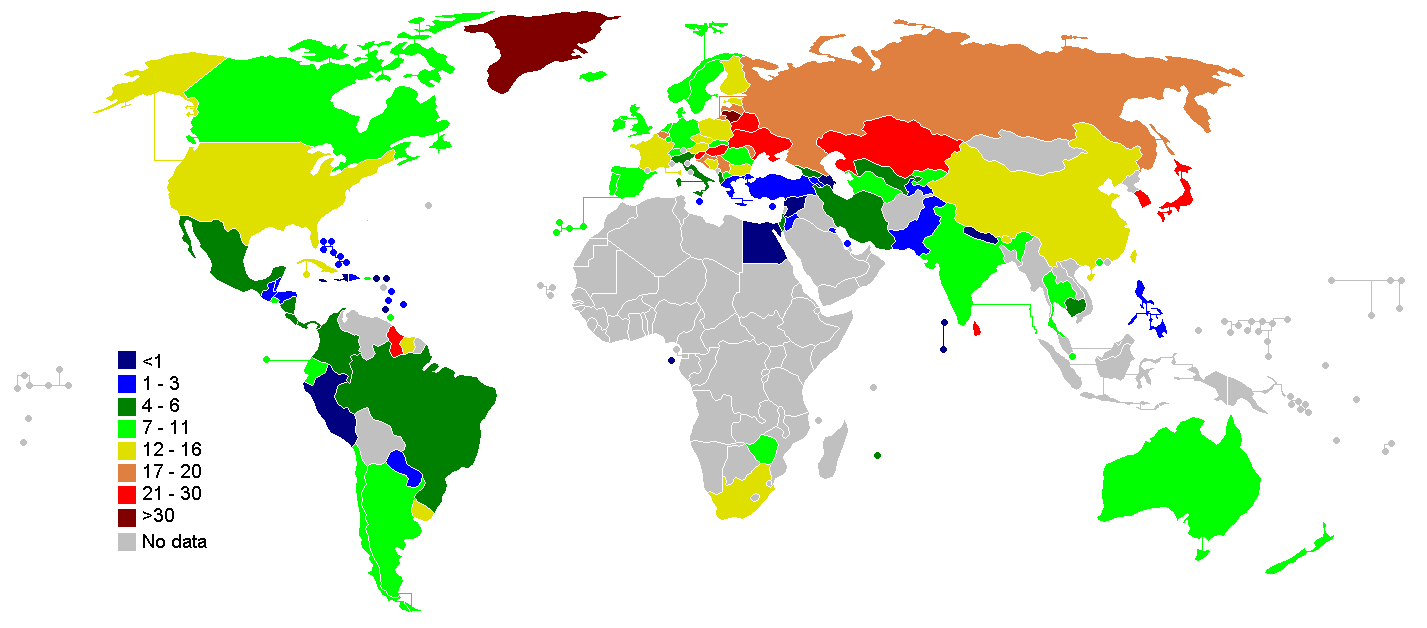
Suicide rate per 100,000 people by country (1978–2009)

| سرزمین(کشور)            | مرد           | زن    | مجموع | منابع & سال |
| ----------------------- | ------------- | ----- | ----- | ----------- |
| گرینلند (قلمرو دانمارک) | ۷۵٫۰۸         | ۲۵٫۱۸ | ۵۳٫۳۴ | ۲۰۱۹        |
| لیتوانی                 | ۳۲٫۲          | ۶٫۷   | ۱۸٫۶  | ۲۰۲۲        |
| کرهٔ جنوبی               | ۳۵٫۹          | ۱۶٫۲  | ۲۶٫۰  | ۲۰۲۱        |
| گویان                   | ۴۱٫۲۵         | ۱۰٫۲۰ | ۲۵٫۵۲ | ۲۰۱۷        |
| قزاقستان                | ۴۰٫۶۸         | ۸٫۰۱  | ۲۳٫۸۱ | ۲۰۱۷        |
| اسلوونی                 |               |       | ۱۸٫۰۹ | ۲۰۱۶        |
| سری‌لانکا                | [ ۲۶ ] [ ۲۷ ] |       | ۱۴٫۶  | ۲۰۱۸        |
| مجارستان                | [ ۲۰ ]        |       | ۱۷٫۹۸ | ۲۰۱۶        |
| بلاروس                  |               |       | ۲۰٫۵  | ۲۰۱۷        |
| تایوان (تخمین)          |               |       | ۲۰٫۱  | ۲۰۱۸        |
| اوکراین                 |               |       | ۲۲٫۴  | ۲۰۱۶        |
| اروگوئه                 | ۳۷٫۲          | ۹٫۹   | ۲۳٫۳  | ۲۰۲۲        |
| لتونی                   |               |       | ۱۸٫۵۶ | ۲۰۱۶        |
| مولدووا                 |               |       | ۱۵٫۹  | ۲۰۱۶        |
| صربستان                 | [ ۲۰ ]        |       | ۱۳٫۵۲ | ۲۰۱۶        |
| بلژیک                   |               |       | ۱۷٫۰  | ۲۰۱۶        |
| ژاپن                    | ۲۳٫۱          | ۱۰٫۱  | ۱۶٫۵  | ۲۰۱۸        |
| تایوان (اطلاعات دولتی)  | ۲۱٫۰          | ۱۱٫۶  | ۱۶٫۲  | ۲۰۲۲        |
| کرواسی                  |               |       | ۱۶    | ۲۰۱۶        |
| بوتان                   |               |       | ۱۲٫۱۶ | ۲۰۱۷        |
| اتریش                   | ۲۳٫۸          | ۷٫۱   | ۱۳٫۶۹ | ۲۰۱۶        |
| آفریقای جنوبی           |               |       | ۱۵٫۴  | ۲۰۰۵        |
| استونی                  |               |       | ۱۴٫۳۱ | ۲۰۱۶        |
| فرانسه                  |               |       | ۱۳٫۲۱ | ۲۰۱۶        |
| سورینام                 | ۲۳٫۹          | ۴٫۸   | ۱۴٫۴  | ۲۰۰۵        |
| فنلاند                  | ۲۲٫۳          | ۶٫۹   | ۱۴٫۲۶ | ۲۰۱۶        |
| اتحادیه اروپا           |               |       | ۱۰٫۳۳ | ۲۰۱۶        |
| ایالات متحده آمریکا     | ۲۱٫۸          | ۶٫۰   | ۱۴٫۵  | ۲۰۱۷        |
| لهستان                  |               |       | ۱۲٫۲۸ | ۲۰۱۶        |
| روسیه                   |               |       | ۱۳٫۷  | ۲۰۱۷        |
| بوسنی و هرزگوین         |               |       | ۱۳٫۶  | ۲۰۱۲        |
| چک                      |               |       | ۱۲٫۵۷ | ۲۰۱۶        |
| آلمان                   | [ ۲۰ ] [ ۵۱ ] |       | ۱۱٫۲۹ | ۲۰۱۶        |
| کوبا                    | ۱۹٫۰          | ۵٫۵   | ۱۲٫۳  | ۲۰۰۸        |
| بلغارستان               |               |       | ۹٫۲۴  | ۲۰۱۶        |
| نیوزیلند                | ۱۹٫۰          | ۵٫۸   | ۱۲٫۳  | ۲۰۱۴–۱۵     |
| هنگ کنگ                 | ۱۶٫۲          | ۸٫۸   | ۱۲٫۳  | ۲۰۱۱        |
| سوئد                    |               |       | ۱۱٫۷۳ | ۲۰۱۶        |
| پرتغال                  |               |       | ۸٫۹۵  | ۲۰۱۶        |
| رومانی                  |               |       | ۱۰٫۱۳ | ۲۰۱۶        |
| نروژ                    |               |       | ۱۲٫۰۸ | ۲۰۱۶        |
| بریتانیا                |               |       | ۱۱٫۲  | ۲۰۱۸        |
| کانادا                  | ۱۶٫۹          | ۵٫۳   | ۱۱٫۵  | ۲۰۰۹        |
| ایسلند                  |               |       | ۱۲٫۳  | ۲۰۱۶        |
| شیلی                    | ۱۸٫۲          | ۴٫۲   | ۱۱٫۲  | ۲۰۰۷        |
| سوئیس                   | ۱۷            | ۵٫۸   | ۱۱٫۲  | ۲۰۱۱        |
| هلند                    | ۱۸٫۰          | ۶٫۰   | ۱۲٫۰  | ۲۰۱۵        |
| ترینیداد و توباگو       | ۱۷٫۹          | ۳٫۸   | ۱۰٫۷  | ۲۰۰۶        |
| هند                     | ۱۳٫۰          | ۷٫۸   | ۱۰٫۵  | ۲۰۰۹        |
| ایرلند                  | ۱۷٫۴          | ۳٫۴   | ۱۰٫۳  | ۲۰۱۳        |
| سنگاپور                 | ۱۳٫۳          | ۷٫۳   | ۱۰٫۳  | ۲۰۱۲        |
| استرالیا                | ۲۰٫۱          | ۶٫۳   | ۱۳٫۱  | ۲۰۱۹        |
| اسلواکی                 |               |       | ۷٫۴۸  | ۲۰۱۶        |
| چین                     | [ ۶۴ ]        |       | ۹٫۸   | ۲۰۱۴        |
| ونزوئلا                 |               |       | ۹٫۵   | ۲۰۱۹        |
| قرقیزستان               | ۱۴٫۱          | ۳٫۶   | ۸٫۸   | ۲۰۰۹        |
| ترکمنستان               | ۱۳٫۸          | ۳٫۵   | ۸٫۶   | ۱۹۹۸        |
| اسپانیا                 | ۱۲٫۷          | ۴٫۱   | ۸٫۳   | ۲۰۱۳        |
| مقدونیه شمالی           | ۱۲٫۶          | ۳٫۹   | ۸٫۰   | ۲۰۰۹        |
| السالوادور              | ۱۲٫۹          | ۳٫۶   | ۸٫۰   | ۲۰۰۸        |
| ایتالیا                 | ۱۲٫۷          | ۳٫۸   | ۸٫۰   | ۲۰۱۶        |
| زیمبابوه                | ۱۰٫۶          | ۵٫۲   | ۷٫۹   | ۱۹۹۰        |
| لوکزامبورگ              | ۱۳٫۲          | ۲٫۹   | ۷٫۸   | ۲۰۰۸        |
| آرژانتین                | ۱۲٫۶          | ۳٫۰   | ۷٫۷   | ۲۰۰۸        |
| اکوادور                 | ۱۰٫۵          | ۳٫۶   | ۷٫۱   | ۲۰۰۹        |
| موریس                   | ۱۱٫۸          | ۱٫۹   | ۶٫۸   | ۲۰۰۸        |
| کاستاریکا               | ۱۰٫۲          | ۱٫۹   | ۶٫۱   | ۲۰۰۹        |
| تایلند                  | ۹٫۷           | ۲٫۵۸  | ۶٫۰۳  | ۲۰۱۳        |
| مغولستان                | ۸٫۶           | ۳٫۱   | ۵٫۸۵  | ۲۰۱۱        |
| اسرائیل                 | ۹٫۹           | ۲٫۱   | ۵٫۸   | ۲۰۰۷        |
| نیکاراگوئه              | ۹٫۰           | ۲٫۶   | ۵٫۸   | ۲۰۰۶        |
| پاناما                  | ۹٫۰           | ۱٫۹   | ۵٫۵   | ۲۰۰۸        |
| ترکیه                   | ۶٫۳۴          | ۱٫۹۰  | ۴٫۱۲  | ۲۰۱۹        |
| کلمبیا                  | ۷٫۹           | ۲٫۰   | ۴٫۹   | ۲۰۰۷        |
| برزیل                   | ۷٫۷           | ۲٫۰   | ۴٫۸   | ۲۰۰۸        |
| ازبکستان                | ۷٫۰           | ۲٫۳   | ۴٫۷   | ۲۰۰۵        |
| کامبوج                  |               |       | ۴٫۶   | ۲۰۰۸        |
| گرجستان                 | ۷٫۱           | ۱٫۷   | ۴٫۳   | ۲۰۰۹        |
| آلبانی                  | ۴٫۷           | ۳٫۳   | ۴٫۰   | ۲۰۰۳        |
| مکزیک                   | ۶٫۸           | ۱٫۳   | ۴٫۰   | ۲۰۰۸        |
| هندوراس                 |               |       | ۳٫۸۴  | ۲۰۱۱        |
| بحرین                   | ۴٫۰           | ۳٫۵   | ۳٫۸   | ۲۰۰۶        |
| بلیز                    | ۶٫۶           | ۰٫۷   | ۳٫۷   | ۲۰۰۸        |
| سنت وینسنت و گرنادین‌ها  | ۵٫۴           | ۱٫۹   | ۳٫۷   | ۲۰۰۸        |
| پاراگوئه                | ۵٫۱           | ۲٫۰   | ۳٫۶   | ۲۰۰۸        |
| قبرس                    | ۵٫۹           | ۱٫۳   | ۳٫۶   | ۲۰۰۹        |
| گواتمالا                | ۵٫۶           | ۱٫۷   | ۳٫۶   | ۲۰۰۸        |
| باربادوس                | ۷٫۳           | ۰٫۰   | ۳٫۵   | ۲۰۰۶        |
| یونان                   | ۶٫۱           | ۱٫۰   | ۳٫۵   | ۲۰۰۹        |
| مالت                    | ۵٫۹           | ۱٫۰   | ۳٫۴   | ۲۰۰۸        |
| ایران                   | ۳٫۹           | ۲٫۱   | ۳٫۴   | ۲۰۱۳        |
| فیلیپین                 | ۴٫۵           | ۱٫۰   | ۲٫۷۵  | ۲۰۰۵        |
| تاجیکستان               | ۲٫۹           | ۲٫۳   | ۲٫۶   | ۲۰۰۱        |
| سنت لوسیا               | ۴٫۹           | ۰٫۰   | ۲٫۴   | ۲۰۰۵        |
| دومینیکن                | ۳٫۹           | ۰٫۷   | ۲٫۳   | ۲۰۰۵        |
| ارمنستان                | ۲٫۸           | ۱٫۱   | ۱٫۹   | ۲۰۰۸        |
| کویت                    | ۱٫۹           | ۱٫۷   | ۱٫۸   | ۲۰۰۹        |
| باهاما                  | ۱٫۹           | ۰٫۶   | ۱٫۲   | ۲۰۰۵        |
| پاکستان                 | ۱٫۴۵          | ۰٫۷۱  | ۱٫۱۰  | ۲۰۱۲        |
| پرو                     | ۱٫۱           | ۰٫۶   | ۰٫۹   | ۲۰۰۰        |
| سائوتومه و پرنسیپ       | ۰٫۰           | ۱٫۸   | ۰٫۹   | ۱۹۸۷        |
| آذربایجان               | ۱٫۰           | ۰٫۳   | ۰٫۶   | ۲۰۰۷        |
| مالدیو                  | ۰٫۷           | ۰٫۰   | ۰٫۳   | ۲۰۰۵        |
| جامائیکا                | ۰٫۳           | ۰٫۰   | ۰٫۱   | ۱۹۹۰        |
| سوریه                   | ۰٫۲           | ۰٫۰   | ۰٫۱   | ۱۹۸۵        |
| اردن                    | ۰٫۲           | ۰٫۰   | ۰٫۱   | ۲۰۰۸        |
| مصر                     | ۰٫۱           | ۰٫۰   | ۰٫۱   | ۲۰۰۹        |
| گرنادا                  | ۰٫۰           | ۰٫۰   | ۰٫۰   | ۲۰۰۸        |
| سنت کیتس و نویس         | ۰٫۰           | ۰٫۰   | ۰٫۰   | ۱۹۹۵        |
| آنتیگوآ و باربودا       | ۰٫۰           | ۰٫۰   | ۰٫۰   | ۱۹۹۵        |
| هائیتی                  | ۰٫۰           | ۰٫۰   | ۰٫۰   | ۲۰۰۳        |
| نپال                    | ۰٫۰           | ۰٫۰   | ۰٫۰   | ۲۰۰۳        |

1. ↑   با این وجود، پریدن از یک ساختمان بلند و همچنین غرق شدن از روش‌های رایج خودکشی در تایوان بود.,[نکته ۱][۲۹][۳۰]نشان دهنده خطرات احتمالی خطاهای نوع اول و دوم و سوء استفاده از آمار در گزارش دولت است. از این رو، اگر نیمی از میزان مرگ و میر ناشی از غرق شدن و سقوط که در گزارش دولت نشان داده شده است، استخراج و به مرگ های خودساخته (مرگ جراحتی عمدی خود) اضافه شود، 0.0201 درصد به دست می آید که تصور می شود وضعیت واقعی را بهتر منعکس کند.
2. ↑  علاوه بر این، پریدن از یک ساختمان بلند و همچنین غرق شدن از روش‌های رایج خودکشی در تایوان بود..[نکته ۲][۲۹][۳۰]